# Villiers-le-Roux
Pour les articles homonymes, voir Villiers et Roux.
Villiers-le-Roux est une commune du Sud-Ouest de la France située dans le département de la Charente, en région Nouvelle-Aquitaine.
Ses habitants sont les Villelarosiens et les Villelarosiennes, ou les Rouxinvillois et les Rouxinvilloises.

## Géographie

### Localisation et accès
Villiers-le-Roux est une commune du Nord Charente proche du département des Deux-Sèvres, située à 4 km au nord-est de Villefagnan et 45 km au nord d'Angoulême.
Le bourg de Villiers est aussi à 7 km à l'ouest de Ruffec, 10 km au sud de Sauzé-Vaussais, 16 km au sud-est de Chef-Boutonne, 52 km au nord-est de Cognac, 54 km au sud-est de Niort et 62 km au sud de Poitiers.
La D 19 entre Villefagnan et Sauzé traverse la commune du sud au nord et dessert le bourg, ainsi que la D79, transversale, qui va vers Ruffec. La route nationale 10 entre Angoulême et Poitiers passe 7 km à l'est de Villiers.
La gare la plus proche est celle de Ruffec, desservie par des TER et TGV à destination d'Angoulême, Poitiers, Paris et Bordeaux.
La LGV Sud Europe Atlantique, mise en service en juillet 2017, traverse la commune.

### Hameaux et lieux-dits
Les principaux hameaux de la commune sont le Grand Puits, Poussabé et la Salle, situés à l'est du bourg.

### Communes limitrophes
|               | Montjean         | Saint-Martin-du-Clocher |
| La Magdeleine | Villiers-le-Roux | La Chèvrerie            |
|               | Villefagnan      |                         |

### Géologie et relief
Géologiquement, la commune est dans le calcaire du Jurassique du Bassin aquitain, comme tout le Nord-Charente. Plus particulièrement, le Bathonien occupe la surface communale, avec du Callovien sur un quart sud-ouest. Le plateau est toutefois recouvert par des altérites sous forme d'argile rouge à silex,,.
Le relief de la commune est celui d'un plateau assez uniforme, avec deux combes naissantes et se rejoignant à l'est. On trouve aussi de nombreux gouffres sous forme de dolines. Le point culminant de la commune est à une altitude de 137 m, situé près de la limite orientale. Le point le plus bas est à 115 m, situé aussi sur la limite orientale, mais dans la combe. Le bourg est à 130 m d'altitude.

### Hydrographie

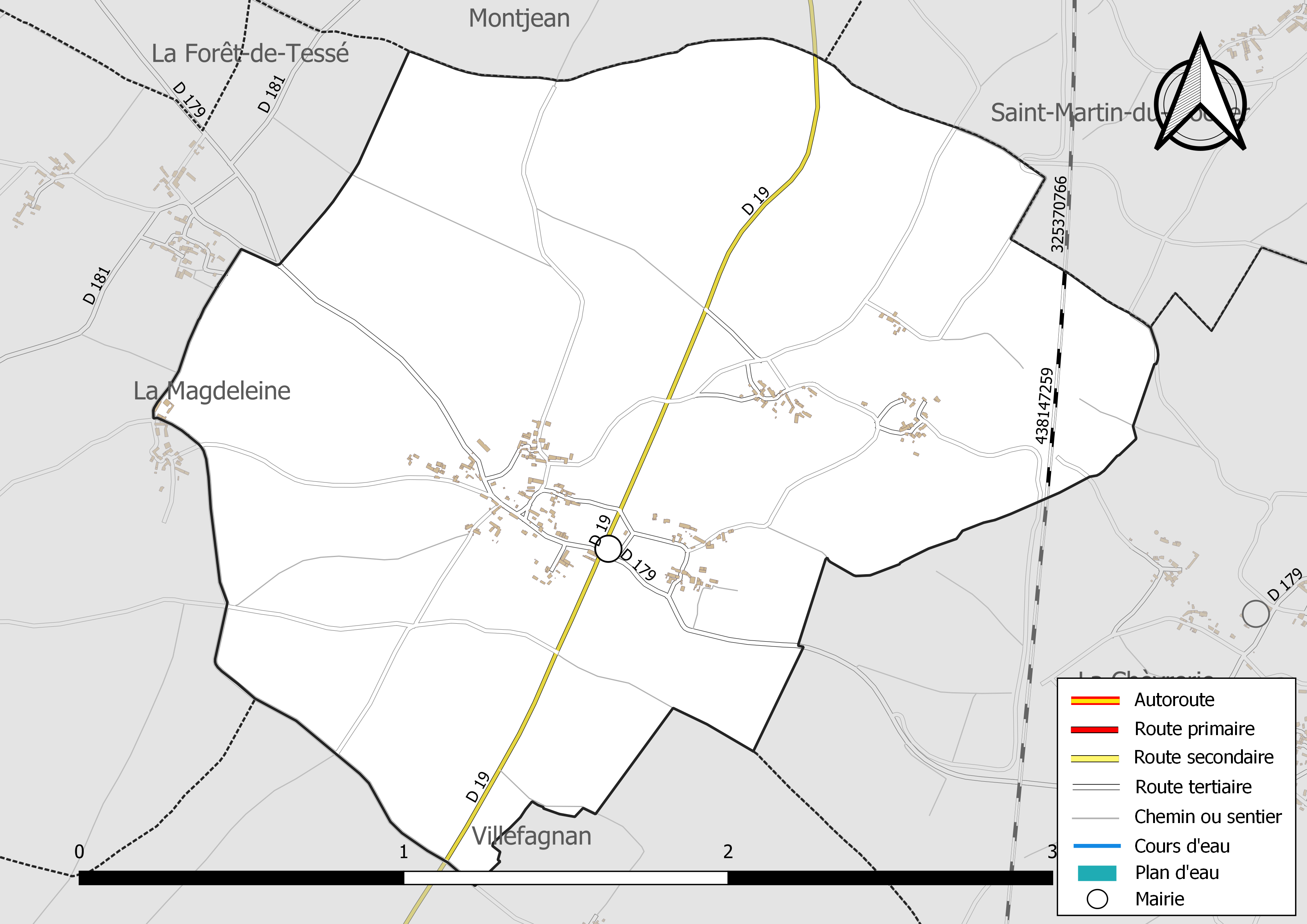
Réseaux hydrographique et routier de Villiers-le-Roux.

La commune est située dans le bassin versant de la Charente au sein du Bassin Adour-Garonne. Aucun cours d'eau permanent n'est répertorié sur la commune,.
La commune est dans le bassin de la Charente, mais aucun cours d'eau ne la traverse, dû au terrain karstique.

### Climat
Comme dans les trois quarts sud et ouest du département, le climat est océanique aquitain, légèrement dégradé au nord du département aux abords du seuil du Poitou.

## Urbanisme

### Typologie
Au 1er janvier 2024, Villiers-le-Roux est catégorisée commune rurale à habitat dispersé, selon la nouvelle grille communale de densité à 7 niveaux définie par l'Insee en 2022.
Elle est située hors unité urbaine. Par ailleurs la commune fait partie de l'aire d'attraction de Ruffec, dont elle est une commune de la couronne,. Cette aire, qui regroupe 30 communes, est catégorisée dans les aires de moins de 50 000 habitants,.

### Occupation des sols
L'occupation des sols de la commune, telle qu'elle ressort de la base de données européenne d’occupation biophysique des sols Corine Land Cover (CLC), est marquée par l'importance des territoires agricoles (92 % en 2018), en augmentation par rapport à 1990 (89,2 %). La répartition détaillée en 2018 est la suivante : 
terres arables (78,8 %), zones agricoles hétérogènes (13,1 %), zones urbanisées (5,9 %), zones industrielles ou commerciales et réseaux de communication (1,7 %), forêts (0,4 %). L'évolution de l’occupation des sols de la commune et de ses infrastructures peut être observée sur les différentes représentations cartographiques du territoire : la carte de Cassini (XVIIIe siècle), la carte d'état-major (1820-1866) et les cartes ou photos aériennes de l'IGN pour la période actuelle (1950 à aujourd'hui).

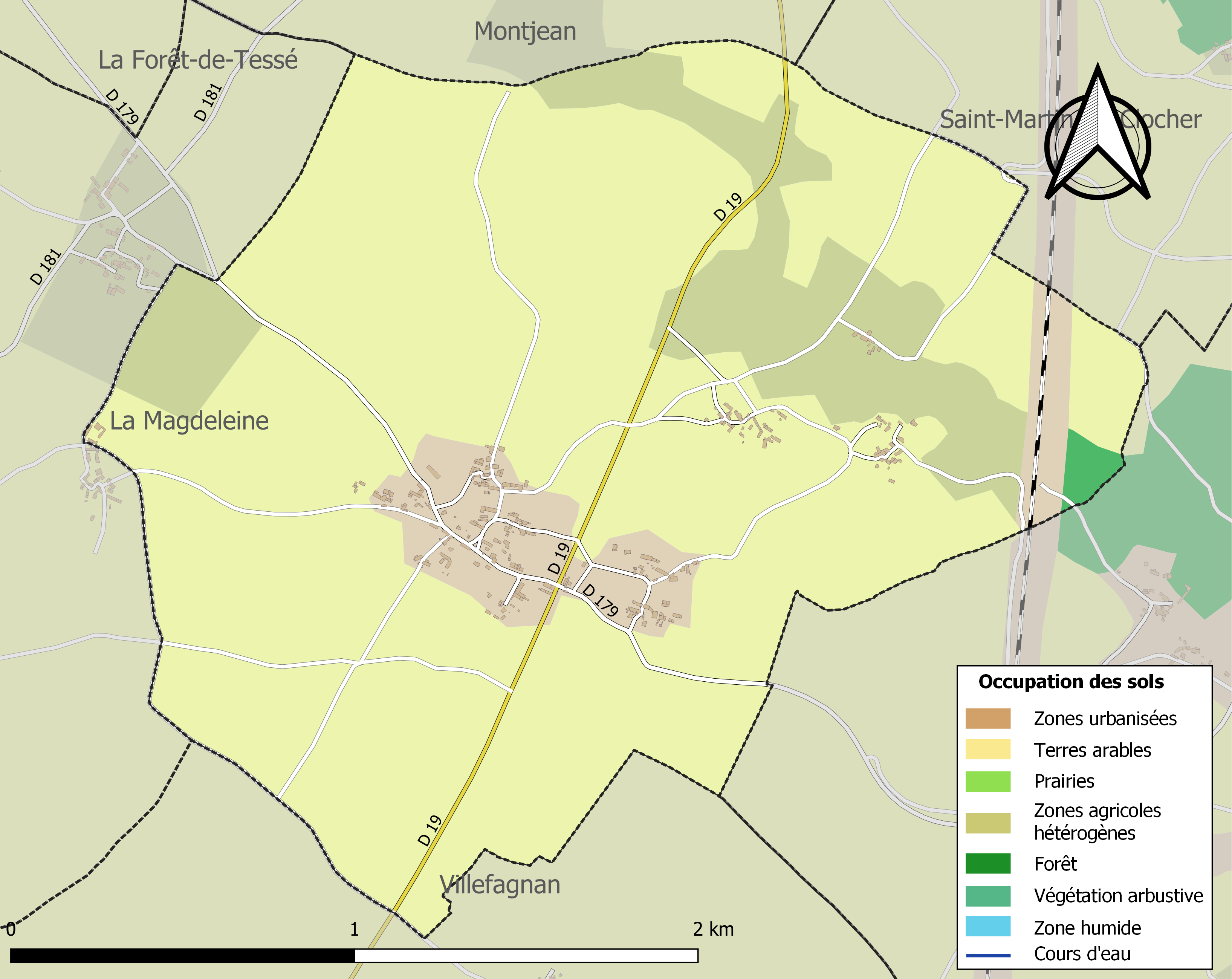
Carte des infrastructures et de l'occupation des sols de la commune en 2018 (CLC).

### Risques majeurs
Le territoire de la commune de Villiers-le-Roux est vulnérable à différents aléas naturels : météorologiques (tempête, orage, neige, grand froid, canicule ou sécheresse) et séisme (sismicité modérée). Un site publié par le BRGM permet d'évaluer simplement et rapidement les risques d'un bien localisé soit par son adresse soit par le numéro de sa parcelle.

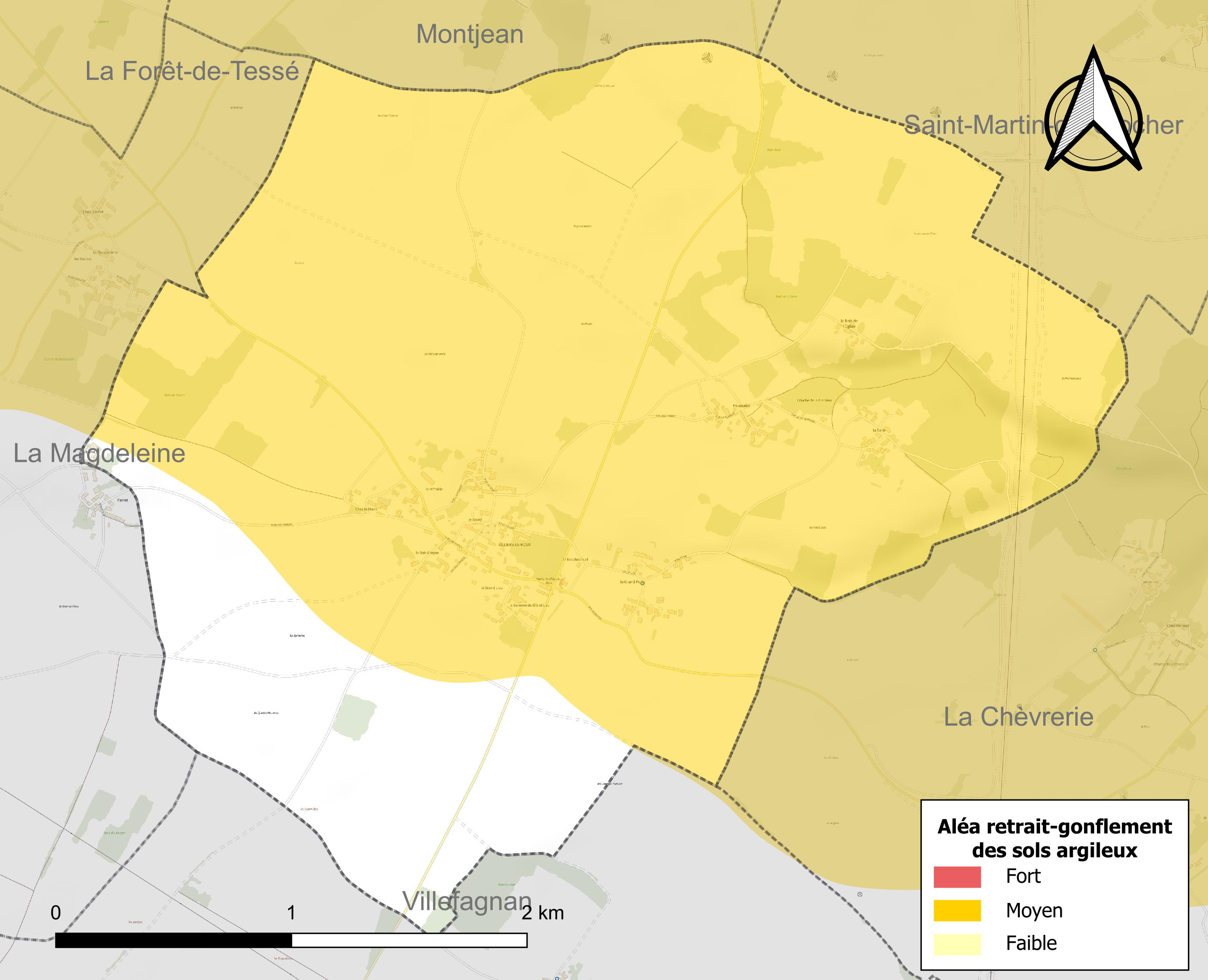
Carte des zones d'aléa retrait-gonflement des sols argileux de Villiers-le-Roux.

Le retrait-gonflement des sols argileux est susceptible d'engendrer des dommages importants aux bâtiments en cas d’alternance de périodes de sécheresse et de pluie. 82,5 % de la superficie communale est en aléa moyen ou fort (67,4 % au niveau départemental et 48,5 % au niveau national). Sur les 103 bâtiments dénombrés sur la commune en 2019, 102 sont en aléa moyen ou fort, soit 99 %, à comparer aux 81 % au niveau départemental et 54 % au niveau national. Une cartographie de l'exposition du territoire national au retrait gonflement des sols argileux est disponible sur le site du BRGM,.
Par ailleurs, afin de mieux appréhender le risque d’affaissement de terrain, l'inventaire national des cavités souterraines permet de localiser celles situées sur la commune.
La commune a été reconnue en état de catastrophe naturelle au titre des dommages causés par les inondations et coulées de boue survenues en 1982 et 1999. Concernant les mouvements de terrains, la commune a été reconnue en état de catastrophe naturelle au titre des dommages causés par des mouvements de terrain en 1999.

## Toponymie
Les formes anciennes sont Villa Latronorum en 1097-1100, Villaribus Laironos en 1280, Villiers-Lairon.
Villaris latronorum, « le hameau des voleurs ». Lairon a été changé plus tard, peut-être intentionnellement, en le Roux,.

## Administration
Créée Villiers en 1793 elle est devenue Villiers-le-Roux en 1801.
| Période                                  | Période  | Identité                   | Étiquette | Qualité   |
| ---------------------------------------- | -------- | -------------------------- | --------- | --------- |
| 1961                                     | 2007     | Michel Poinset             |           |           |
| 2 novembre 2007                          | 2014     | Yvette Frugier             | SE        | Retraitée |
| 2014                                     | En cours | Jean-Christophe Pourageaud |           |           |
| Les données manquantes sont à compléter. |          |                            |           |           |

En 2008 les élus de Villiers-le-Roux se sont fédérés à l'initiative des élus du Pays Ruffécois avec 17 communes du Nord Charente et 5 des Deux-Sèvres en une fédération qui demande des compensations aux nuisances que va leur apporter la LGV Sud Europe Atlantique.

## Démographie

### Évolution démographique
L'évolution du nombre d'habitants est connue à travers les recensements de la population effectués dans la commune depuis 1793. Pour les communes de moins de 10 000 habitants, une enquête de recensement portant sur toute la population est réalisée tous les cinq ans, les populations de référence des années intermédiaires étant quant à elles estimées par interpolation ou extrapolation. Pour la commune, le premier recensement exhaustif entrant dans le cadre du nouveau dispositif a été réalisé en 2007.

En 2022, la commune comptait 159 habitants, en évolution de +16,06 % par rapport à 2016 (Charente : −0,48 %, France hors Mayotte : +2,11 %).
| 1793 | 1800 | 1806 | 1821 | 1831 | 1841 | 1846 | 1851 | 1856 |
| ---- | ---- | ---- | ---- | ---- | ---- | ---- | ---- | ---- |
| 400  | 362  | 370  | 412  | 409  | 429  | 450  | 494  | 387  |

| 1861 | 1866 | 1872 | 1876 | 1881 | 1886 | 1891 | 1896 | 1901 |
| ---- | ---- | ---- | ---- | ---- | ---- | ---- | ---- | ---- |
| 374  | 374  | 364  | 374  | 367  | 358  | 353  | 334  | 309  |

| 1906 | 1911 | 1921 | 1926 | 1931 | 1936 | 1946 | 1954 | 1962 |
| ---- | ---- | ---- | ---- | ---- | ---- | ---- | ---- | ---- |
| 314  | 293  | 232  | 235  | 211  | 216  | 189  | 190  | 170  |

| 1968 | 1975 | 1982 | 1990 | 1999 | 2006 | 2007 | 2012 | 2017 |
| ---- | ---- | ---- | ---- | ---- | ---- | ---- | ---- | ---- |
| 153  | 117  | 121  | 123  | 140  | 127  | 125  | 134  | 137  |

| 2022 | - | - | - | - | - | - | - | - |
| ---- | - | - | - | - | - | - | - | - |
| 159  | - | - | - | - | - | - | - | - |

### Pyramide des âges
La population de la commune est relativement âgée.
En 2018, le taux de personnes d'un âge inférieur à 30 ans s'élève à 25,6 %, soit en dessous de la moyenne départementale (30,2 %). À l'inverse, le taux de personnes d'âge supérieur à 60 ans est de 41,6 % la même année, alors qu'il est de 32,3 % au niveau départemental.
En 2018, la commune comptait 68 hommes pour 69 femmes, soit un taux de 50,36 % de femmes, légèrement inférieur au taux départemental (51,59 %).
Les pyramides des âges de la commune et du département s'établissent comme suit.
| Hommes | Classe d’âge | Femmes |
| ------ | ------------ | ------ |
| 1,5    | 90 ou +      | 0,0    |
| 10,3   | 75-89 ans    | 11,6   |
| 32,4   | 60-74 ans    | 27,5   |
| 17,6   | 45-59 ans    | 18,8   |
| 14,7   | 30-44 ans    | 14,5   |
| 4,4    | 15-29 ans    | 8,7    |
| 19,1   | 0-14 ans     | 18,8   |

| Hommes | Classe d’âge | Femmes |
| ------ | ------------ | ------ |
| 1      | 90 ou +      | 2,7    |
| 9,2    | 75-89 ans    | 12     |
| 20,6   | 60-74 ans    | 21,3   |
| 20,7   | 45-59 ans    | 20,3   |
| 16,8   | 30-44 ans    | 16     |
| 15,6   | 15-29 ans    | 13,4   |
| 16,1   | 0-14 ans     | 14,3   |

## Lieux et monuments
- L'église paroissiale Saint-Pierre-aux-Liens.

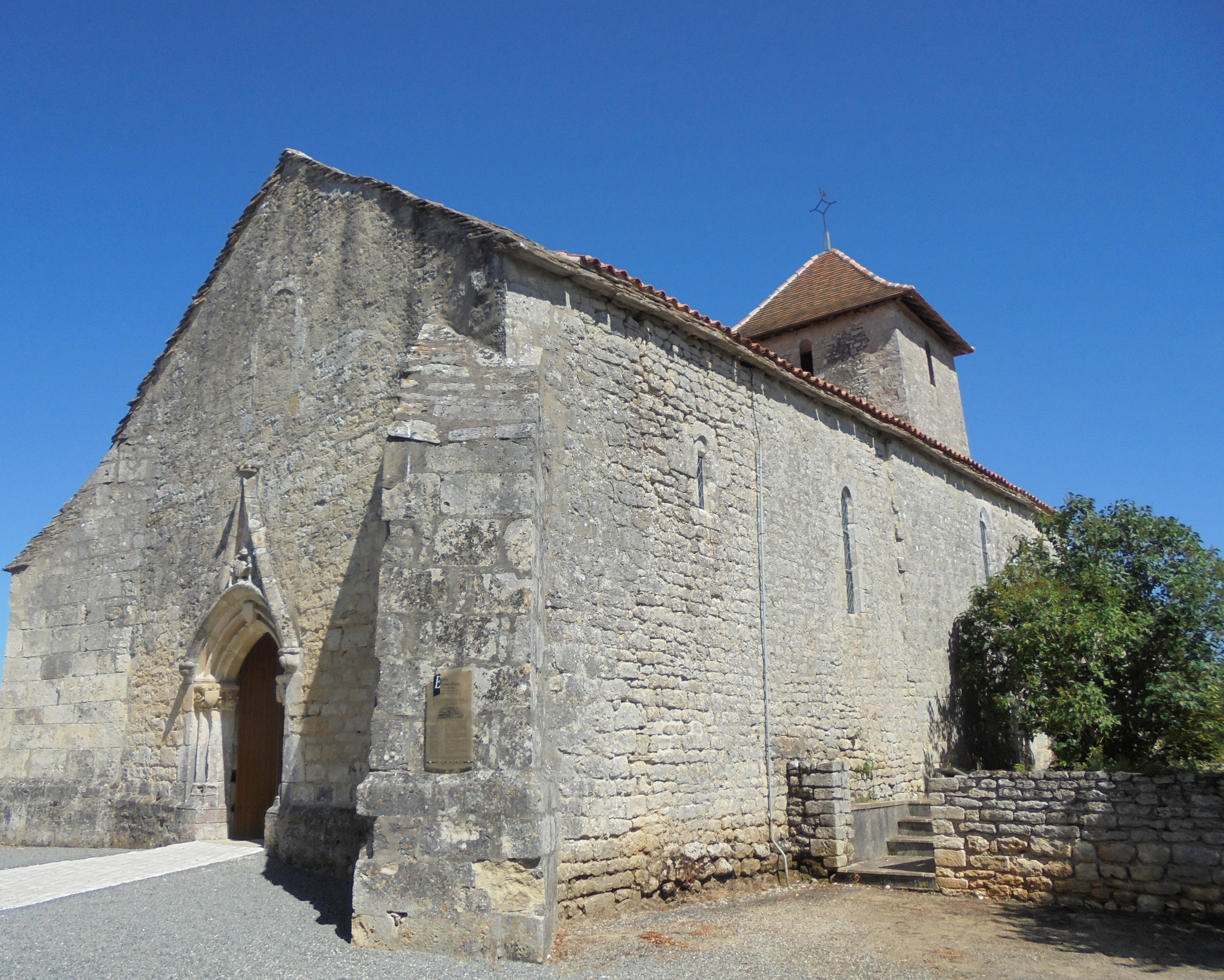
L'église.
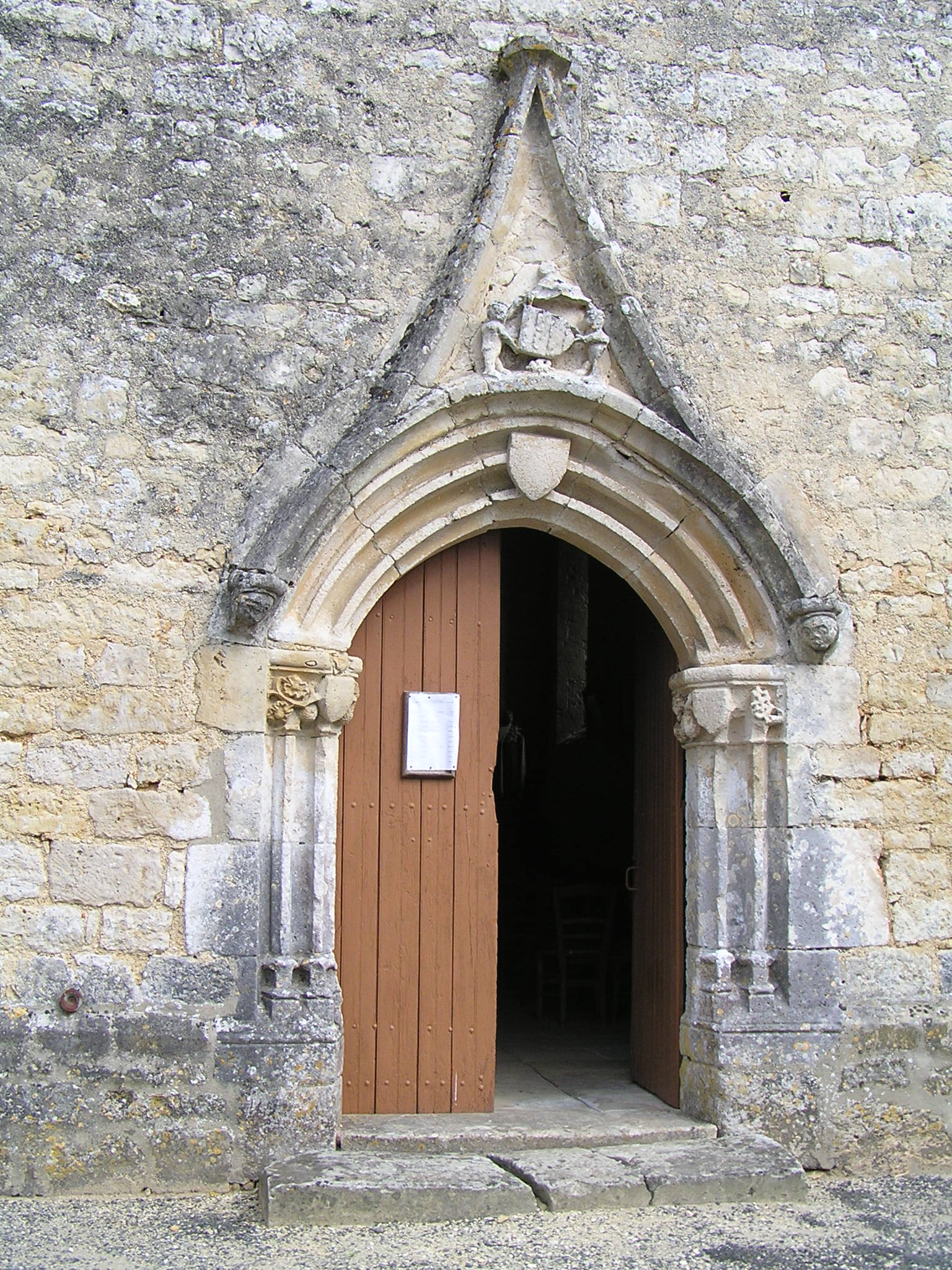
Portail de l'église.